# Estación El Trébol
El Trébol es una estación ferroviaria ubicada en la localidad del mismo nombre, en el departamento San Martín, Provincia de Santa Fe, Argentina.
Fue inaugurada en 1890 por el Ferrocarril Central Argentino.

## Servicios
La estación corresponde al Ferrocarril General Bartolomé Mitre de la red ferroviaria argentina. No presta servicios de pasajeros ni de cargas, sus vías e instalaciones están concesionadas a la empresa de cargas Nuevo Central Argentino.